# Смышляева, Екатерина Васильевна
Екатерина Васильевна Смышляева (род. 8 февраля 1982 года, Кустанай, Кустанайская область, Казахская ССР) — казахстанский общественный деятель. Депутат Мажилиса Парламента Казахстана VII—VIII созывов (с января 2021 года).

## Биография
Окончила Костанайский государственный университет имени А. Байтурсынова по специальности «Химик, учитель химии и биологии», магистратуру по специальности «Химия», аспирантуру Костромского государственного университета имени Н. А. Некрасова по специальности «Социальная педагогика», кандидат педагогических наук.
С 2003 по 2021 годы работала:
- преподавателем кафедры химии КГУ имени А. Байтурсынова;
- заместителем директора по воспитательной работе и общественному согласию аграрно-биологического института КГУ имени А. Байтурсынова;
- главным специалистом отдела по работе с молодёжью ГУ «Департамент внутренней политики Костанайской области»;
- председателем ОО «Костанайский областной педагогический отряд „Ровесник“»;
- консультантом по молодёжной политике отдела идеологической и общественно-политической работы Костанайского областного филиала НДП «Нур Отан»;
- исполнительным секретарём костанайского филиала молодёжного крыла «Жас Отан» при НДП «Нур Отан»;
- директором «Жас Отан» по Костанайской области;
- заместителем главного врача по маркетингу и HR Костанайского перинатального центра;
- председателем территориального объединения профсоюзов «Профсоюзный центр Костанайской области».

С 15 января 2021 года по 19 января 2023 года — депутат Мажилиса Парламента Казахстана VII созыва по партийному списку партии «Nur Otan».
С 29 марта 2023 года — депутат Мажилиса Парламента Республики Казахстан VIII созыва по партийному списку партии «Аманат».